# Scalextric (videogioco)
Scalextric, sottotitolato The Computer Edition sulle copertine e uscito come Slot Car Racer in Nordamerica, è un videogioco simulatore di guida pubblicato nel 1985-1987 per gli home computer Amstrad CPC, Commodore 64, Thomson MO5, Thomson TO7 e ZX Spectrum dall'editrice britannica Leisure Genius. Prende il nome ufficialmente dalla Scalextric, casa produttrice di slot car. Il programma dà infatti la possibilità di creare circuiti componendo pezzi come quelli delle piste giocattolo. Le fasi di guida tuttavia sono ispirate a quelle delle auto da corsa reali, nello stile di Pitstop II.

## Modalità di gioco
Le gare possono avvenire su circuiti disegnati dagli utenti, anche salvati su disco o cassetta, oppure su 17 piste predefinite basate su circuiti di Formula 1 reali. Gareggiano sempre due sole auto, controllate da due giocatori oppure da un giocatore contro il computer, a tre possibili livelli di difficoltà.
Lo schermo è diviso orizzontalmente, anche quando l'avversario è il computer, con due finestre ciascuna dedicata alla visuale di uno dei concorrenti. L'inquadratura è tridimensionale in terza persona, da dietro la propria auto, che si sposta orizzontalmente rispetto allo schermo. Nella parte bassa dello schermo ci sono le informazioni di stato su entrambi i concorrenti, con una mappa del circuito a testa per indicarne le posizioni.
I controlli sono limitati a spostamento laterale, accelerazione e freno. In caso di contatto con i bordi erbosi della pista l'auto subisce un forte rallentamento, ma procede senza danni. L'unico altro ostacolo presente è l'auto dell'avversario; in caso di scontro tra le due, se la velocità relativa è elevata, quella che sopraggiunge da dietro viene distrutta e perde immediatamente la gara, mentre se la velocità relativa è bassa dà solo una spinta all'altra, senza danni. Le piste sono sempre in piano e possono presentare strettoie con larghezza sufficiente solo per un'auto.
L'editor di livelli si basa sull'uso di un puntatore e di icone corrispondenti a 15 possibili pezzi, analoghi a quelli delle piste giocattolo Scalextric. Ci sono rettilinei, curve con tre possibili raggi, restringimenti e curve paraboliche (attraversabili a maggior velocità, ma l'inclinazione non è visibile nel gioco). L'utente può scegliere la posizione della linea di partenza, poi basta selezionare nell'ordine i pezzi desiderati e vengono automaticamente attaccati uno dopo l'altro.